# Isla Hengam
La isla Hengam (en Persa:  جزیره هنگام), es una isla iraní situada al sur de la isla de Qeshm, en el golfo Pérsico. La isla Hengam es de 36,6 km² con forma de cono truncado, de 9,5 kilómetros de largo por 5 de ancho. La isla es mayormente calcárea y de tierras bajas. El punto más alto de la isla es la montaña Nakas que alcanza alrededor de 106 metros. La distancia entre la isla Hengam y la isla de Qeshm es de unos 2 km por el mar.
La principal actividad económica es la pesca, aunque hay algo de turismo y excursionismo en la isla. Los principales puntos de interés de Hengam son los edificios del puerto Inglés, junto con el almacenamiento del carbón. A lo largo de la Isla, los restos de un buque portugués son visibles. Desde la playa, se pueden ver muchos animales acuáticos, tales como tortugas, delfines, corales y tiburones.

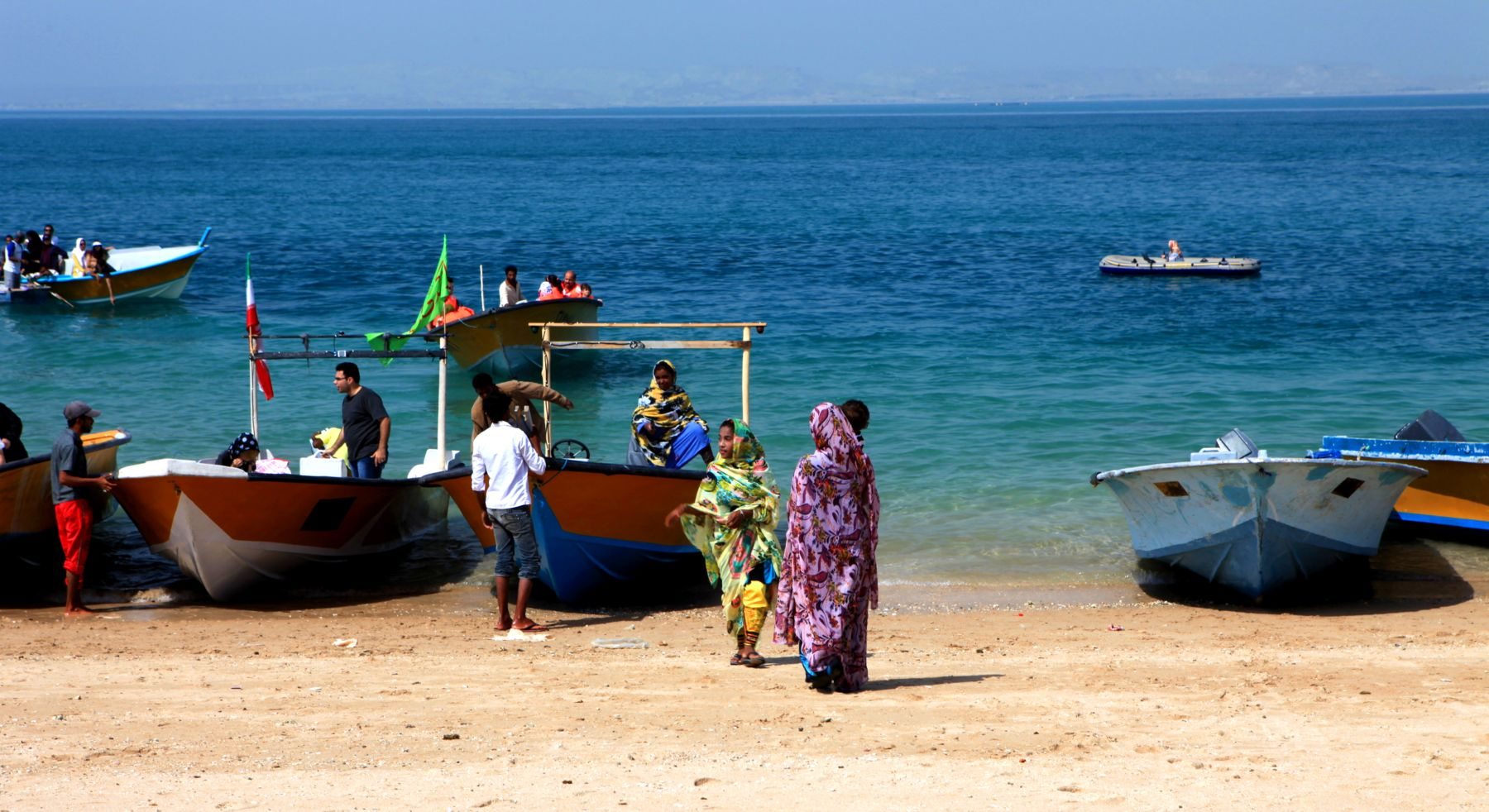